# Jared Goldberg
Jared Lewis Goldberg (ur. 17 czerwca 1991 w Bostonie) – amerykański narciarz alpejski, olimpijczyk.

## Kariera
Po raz pierwszy na arenie międzynarodowej pojawił się 6 grudnia 2006 roku podczas zawodów FIS Race w Winter Park, gdzie zajął 41. miejsce w slalomie. W 2010 roku wystartował na mistrzostwach świata juniorów w regionie Mont Blanc, zajmując 37. miejsce w zjeździe i 38. w supergigancie.
W Pucharze Świata zadebiutował 25 listopada 2012 roku w Lake Louise, gdzie zajął 60. miejsce w supergigancie. Pierwsze pucharowe punkty zdobył 1 grudnia 2012 roku w Beaver Creek, zajmując 30. pozycję w tej samej konkurencji. Na podium zawodów Pucharu Świata pierwszy raz stanął 20 grudnia 2024 roku w Val Gardena, kończąc supergiganta na drugiej pozycji. W zawodach tych rozdzielił na podium Włocha Mattię Casse i Szwajcara Marco Odermatta.
W 2014 roku wystąpił na igrzyskach olimpijskich w Soczi, gdzie zajął 11. miejsce w superkombinacji i 19. w gigancie. Na rozgrywanych cztery lata później igrzyskach w Pjongczangu najwyższą pozycję uzyskał w zjeździe, który ukończył na 20. pozycji. Był też między innymi piętnasty w supergigancie podczas mistrzostw świata w Cortina d’Ampezzo w 2021 roku.

## Osiągnięcia

### Igrzyska olimpijskie
| Miejsce | Dzień     | Rok  | Miejscowość | Konkurencja     | Czas biegu | Strata | Zwycięzca          |
| ------- | --------- | ---- | ----------- | --------------- | ---------- | ------ | ------------------ |
| 11.     | 14 lutego | 2014 | Soczi       | Superkombinacja | 2:45,20    | +2,09  | Sandro Viletta     |
| 19.     | 19 lutego | 2014 | Soczi       | Gigant          | 2:45,29    | +2,19  | Ted Ligety         |
| 36.     | 13 lutego | 2018 | Jeongseon   | Superkombinacja | 2:06,52    | +16,36 | Marcel Hirscher    |
| 20.     | 15 lutego | 2018 | Jeongseon   | Zjazd           | 1:40,25    | +2,34  | Aksel Lund Svindal |
| 24.     | 16 lutego | 2018 | Jeongseon   | Supergigant     | 1:24,44    | +2,05  | Matthias Mayer     |

### Mistrzostwa świata
| Miejsce | Dzień     | Rok  | Miejscowość        | Konkurencja     | Czas zawodów | Strata | Zwycięzca          |
| ------- | --------- | ---- | ------------------ | --------------- | ------------ | ------ | ------------------ |
| 20.     | 7 lutego  | 2015 | Vail/Beaver Creek  | Zjazd           | 1:43,18      | +1,42  | Patrick Küng       |
| 29.     | 8 lutego  | 2015 | Vail/Beaver Creek  | Superkombinacja | 2:36,10      | +5,22  | Marcel Hirscher    |
| 20.     | 12 lutego | 2017 | Sankt Moritz       | Zjazd           | 1:38,91      | +1,19  | Beat Feuz          |
| 21.     | 13 lutego | 2017 | Sankt Moritz       | Superkombinacja | 2:26,33      | +2,50  | Luca Aerni         |
| 15.     | 11 lutego | 2021 | Cortina d’Ampezzo  | Supergigant     | 1:19,41      | +1,44  | Vincent Kriechmayr |
| 20.     | 14 lutego | 2021 | Cortina d’Ampezzo  | Zjazd           | 1:37,79      | +1,95  | Vincent Kriechmayr |
| DNS2    | 15 lutego | 2021 | Cortina d’Ampezzo  | Superkombinacja | 2:05,86      | -      | Marco Schwarz      |
| 26.     | 12 lutego | 2023 | Courchevel/Méribel | Zjazd           | 1:47,05      | +1,98  | Marco Odermatt     |
| 25.     | 7 lutego  | 2025 | Saalbach           | Supergigant     | 1:24,57      | +3,11  | Marco Odermatt     |
| 24.     | 9 lutego  | 2025 | Saalbach           | Zjazd           | 1:40,68      | +2,12  | Franjo von Allmen  |

### Mistrzostwa świata juniorów
| Miejsce | Dzień    | Rok  | Miejscowość       | Konkurencja | Czas biegu | Strata | Zwycięzca       |
| ------- | -------- | ---- | ----------------- | ----------- | ---------- | ------ | --------------- |
| 38.     | 1 lutego | 2010 | Region Mont Blanc | Supergigant | 1:29,71    | +2,94  | Maxence Muzaton |
| 37.     | 4 lutego | 2010 | Region Mont Blanc | Zjazd       | 1:19,32    | +1,89  | Mattia Casse    |

### Puchar Świata

#### Miejsca w klasyfikacji generalnej
- sezon 2012/2013: 144.
- sezon 2013/2014: 81.
- sezon 2014/2015: 72.
- sezon 2015/2016: 93.
- sezon 2016/2017: 98.
- sezon 2017/2018: 63.
- sezon 2018/2019: 103.
- sezon 2019/2020: 92.
- sezon 2020/2021: 68.
- sezon 2021/2022: 85.
- sezon 2022/2023: 57.
- sezon 2023/2024: 53.
- sezon 2024/2025:

#### Miejsca na podium
1. Val Gardena – 20 grudnia 2024 (supergigant) – 2. miejsce